# 유타 레이르담
유타 모니카 레이르담(네덜란드어: Jutta Monica Leerdam, 네덜란드어 발음: [ˈjutaː ˈmoːnikaː leːrˈdɑm], 1998년 12월 30일~)은 네덜란드의 스피드스케이팅 선수이다. 2022년 동계 올림픽에 참가하여 여자 1000m 종목에서 은메달을 획득했다.